# Dorfrocker

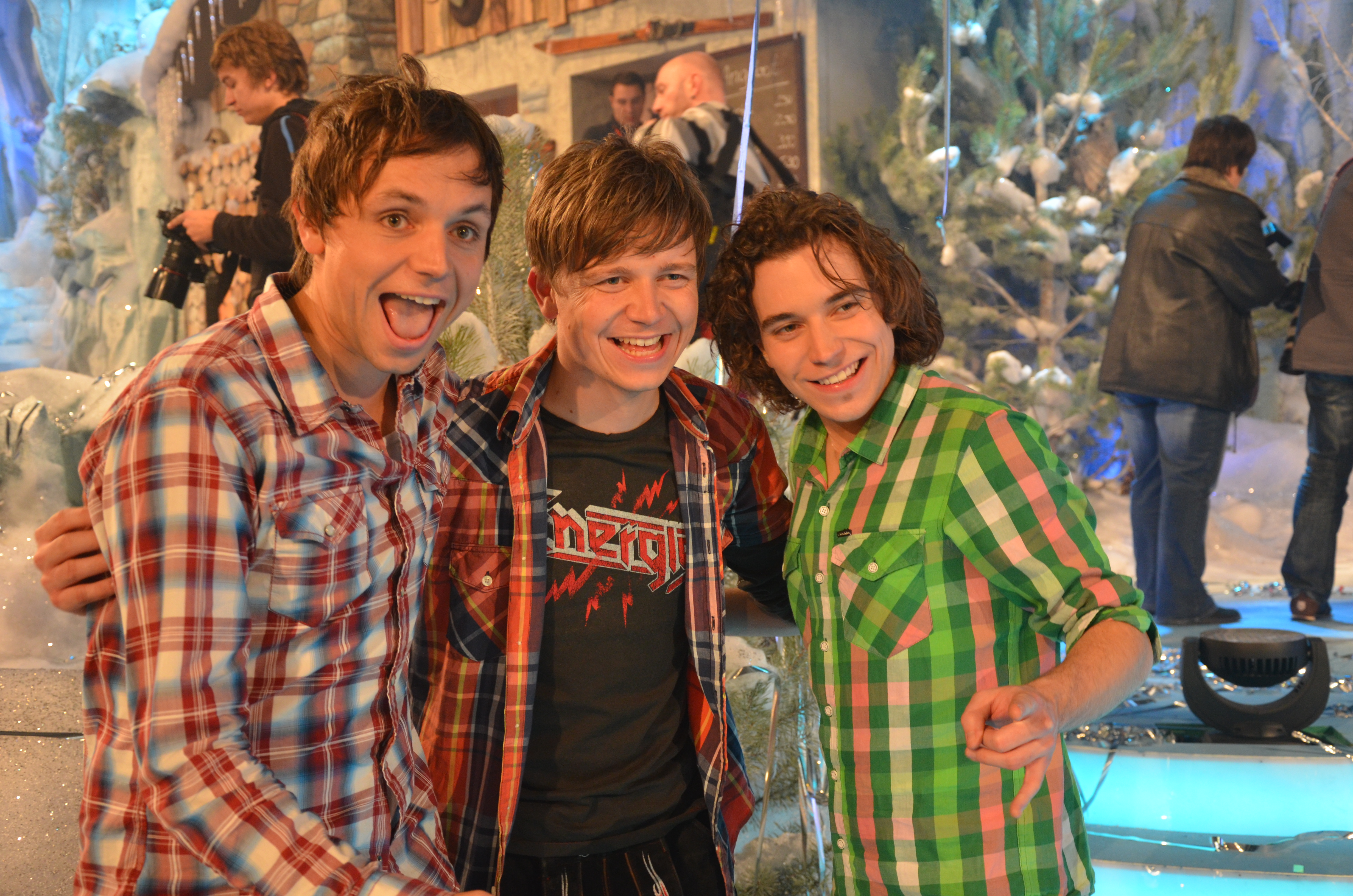
Die Dorfrocker (von links: Markus, Tobias und Philipp Thomann) nach ihrem Fernsehauftritt beim Winterfest der fliegenden Stars in der ARD am 28. Januar 2012 in Riesa

Die Dorfrocker sind eine deutsche Musikgruppe aus dem unterfränkischen Dorf Kirchaich. Ihre Musik ist dem „Party-Rock“ zuzuordnen und enthält Stilelemente der volkstümlichen Musik, des Partyschlagers und der Country-Musik.

## Werdegang
Die Gruppe besteht aus den drei Brüdern Tobias, Markus und Philipp Thomann. Eigenen Angaben zufolge sind sie, wie ihr Vater, im Steuerfach tätig.
Nachdem die Brüder Demos mit selbst geschriebenen Songs an verschiedene Plattenfirmen versandten, wurden sie vom Musiklabel Ariola unter Vertrag genommen. Im März 2007 folgte ihr erster Fernsehauftritt in der ARD-Sendung Frühlingsfest der Volksmusik und das Debütalbum Party, Mädels geile Zeit.
2007 trat die Gruppe als Vorband der österreichischen Schlagerband Schürzenjäger auf deren Abschiedskonzert auf und beim Grand Prix der Volksmusik 2008 belegte die Band mit dem Titel Und ab geht die Lutzzzi den vierten Platz.

### 2010–2019
Anfang 2010 erschien die Single Vogelbeerbaum/Schwarz-Rot-Gold, mit der erstmals der Einstieg in die Singlecharts gelang. Das im Juni 2010 veröffentlichte Studioalbum Remmi Demmi erreichte Platz 65 der deutschen Albumcharts.
Im Dezember 2010 wurden Die Dorfrocker mit dem Herbert-Roth-Preis für erfolgreiche Nachwuchskünstler der volkstümlichen Musik ausgezeichnet. Ihre Single Auf der Alm wurde im Sommer 2011 als Titelmusik für die ProSieben-Show Die Alm ausgewählt.
Im Juli 2012 veröffentlichten die Dorfrocker ihr fünftes Album mit dem Titel Roll den roten Teppich aus und stiegen damit auf Platz 27 der deutschen Albumcharts ein. Mit dem Lied Dorfkind traten sie unter anderem im Musikantenstadl, bei Immer wieder sonntags und im ZDF-Fernsehgarten auf. Im November 2012 erhielten sie den Smago Award als Beste Gruppe.
Im Januar 2014 erschien das sechste Album Dorfkind und stolz drauf, das nach Veröffentlichung auf Platz 12 in die Albumcharts einstieg. Das Lied So kenn i di schaffte es in der Deutschen Schlagerparade bei Bayern plus auf Platz 1.
Im Februar 2015 wurde die Band bei Starwatch Entertainment unter Vertrag gestellt und veröffentlichte im April 2015 das Album Holz, welches auf Platz 4 der deutschen Albumcharts einstieg.
Die Dorfrocker traten mehrmals im Bierkönig auf Mallorca auf, so wie im April 2015. Im August 2015 trat der Schlagersänger Heino als Vorprogramm der Dorfrocker auf dem „Dorf Air“-Fest in Kirchaich auf.
Unter der Bezeichnung „Dorfrocker & Friends“ waren beim „Rennsteig Air“ im Juni 2016 Loona und Oli P. zu Gast und beim „Schwarzwald Air“ im Juni 2016 Markus Wolfahrt und Julian David. Im Juli 2016 spielten die Dorfrocker beim Schloßseefest Salem.
Im August 2016 veröffentlichten die Dorfrocker ihr achtes Studioalbum Heimat.Land.Liebe, das auf Platz neun der deutschen Albumcharts einstieg. Mit dem Lied Daumen hoch trat die Band in der ARD-Sendung Immer wieder sonntags auf.
2017 wurde die Band für den Musikpreis Echo nominiert.
Zusammen mit Mia Julia nahm die Band das Lied Dorfkind im Mallorca-Stil neu auf.
Im September 2018 erschien das Album Hallo Alle Mann und landete auf Platz 9 der deutschen Albumcharts.

### Seit 2020
Zu Beginn der COVID-19-Pandemie im März 2020 veröffentlichte die Band zusammen mit dem Schlager-Duo SchoKKverliebt (Mia Julia & Frenzy) das Lied Stille Helden. Im Sommer 2020 spielten die Dorfrocker Unplugged-Konzerte unter dem Motto Heldenbühne.
Im Januar 2022 spielten die Dorfrocker das nach eigenen Angaben größte Traktorkonzert der Welt, bei dem sie vor 1500 Traktoren und 3000 Besuchern im brasilianischen Entre Rios aufgetreten sind.
Im April 2022 erschien die Single Holladri 2.0 zusammen mit Ikke Hüftgold.
Mit verschiedenen Liedern zum Thema Letzte Generation („Klimakleber“) sorgte die Band für mediale Aufmerksamkeit. Ihr Song „Klimakleber über den Wolken“, eine Coverversion des Liedes „Über den Wolken“, führte zu einem Streit mit dem Verfasser des Originals, Reinhard Mey, der sich mit einer Unterlassungsforderung dagegen wehrte, da seiner Ansicht nach sein Lied für „Hetze und Beleidigungen“ missbraucht worden sei. Nach einem Gespräch beider Seiten wurde der Streit einvernehmlich beigelegt. Ein Auftritt auf einem Fest der Universität Stuttgart wurde mit dem Verweis auf sexistische Texte abgesagt.
2024 solidarisierte sich die Band mit den landesweiten Bauernprotesten und trat auf mehreren Protestveranstaltungen auf. Zur Thematik wurden auch zuvor veröffentlichte Songs umgetextet und auf den Kanälen der Band hochgeladen. Im Januar 2024 kehrte die Band nach Brasilien zurück und veranstaltete bei einem dortigen Konzert die laut eigenen Angaben längste Polonaise Südamerikas.
Im April 2025 unternahm das Trio eine Benefiz-Radtour von Merdingen im Breisgau bis nach Mallorca.

## Diskografie
Alben
- Party, Mädels geile Zeit (2007)
- Jetzt geht’s richtig ab (2008)
- Remmi Demmi (2010)
- Alm-Alarm – Das Beste der Dorfrocker (2011)
- Roll den roten Teppich aus (2012)
- Dorfkind und stolz drauf! (2014)
- Holz (2015)
- Heimat.Land.Liebe. (2016)
- Hallo Alle Mann (2018)
- Landgemacht (2020)

Singles
- Und ab geht die Lutzzzi (2008)
- Vogelbeerbaum / Schwarz-Rot-Gold (2010)
- Auf der Alm (2011)
- Dorfkind (2012)
- Tiefkühlpizza (Ingeborg Marie) (2013)
- So kenn i di (2014)
- Freibierotto (2014)
- Unterm Sternenzelt (2014)
- Die Glöcknerin von Dingolfing (2015)
- Daumen hoch (2017)
- Dorfkind (Mallorcastyle-Mix) (2017), Mia Julia feat. Dorfrocker
- Machmalärm (2017)
- Hey Schakkeline, wo ist die Vaseline? (2018)
- Wurzeln (2018)[31]
- Feuerwehren (2018)[32]
- Engelbert Strauss (2019)
- Prost, in Afrika ist Muttertag (2020)[33]
- Zamm halten (2020)[34]
- Stille Helden (2020)[35]
- Hurra das ganze Dorf ist da (2020)
- Happy New Beer (2021)
- Franken Helau (2021)
- Blut ist dicker als Wasser (2021)[36]
- Der King (2021), mit „Addnfahrer“[37]
- Ich fahr Gülle (2022), mit „Einfach Bauer“
- Holladri 2.0 (2022), mit Ikke Hüftgold
- Spaghetti Polonaise (2024), mit Kings of Günther

## Auszeichnungen
- Goldene Henne
  - 2009: nominiert Aufsteiger des Jahres[38]
- Herbert-Roth-Preis
  - 2010
- smago! Award
  - 2014: in der Kategorie Könige der Festzelte
- ECHO
  - 2017: Nominierung in der Kategorie Volkstümliche Musik
- Goldener Nürnberger Trichter
  - 2020